# Герб Российской империи
Госуда́рственный герб Росси́йской импе́рии — официальный государственный символ Российской империи. Со второй половины XIX века существовали три разновидности государственного герба: Большой герб, также считавшийся Большим гербом российского императора, Средний герб, являвшийся также Большим гербом цесаревича (наследника престола), и Малый герб — в двух вариантах.

## История герба Российской империи

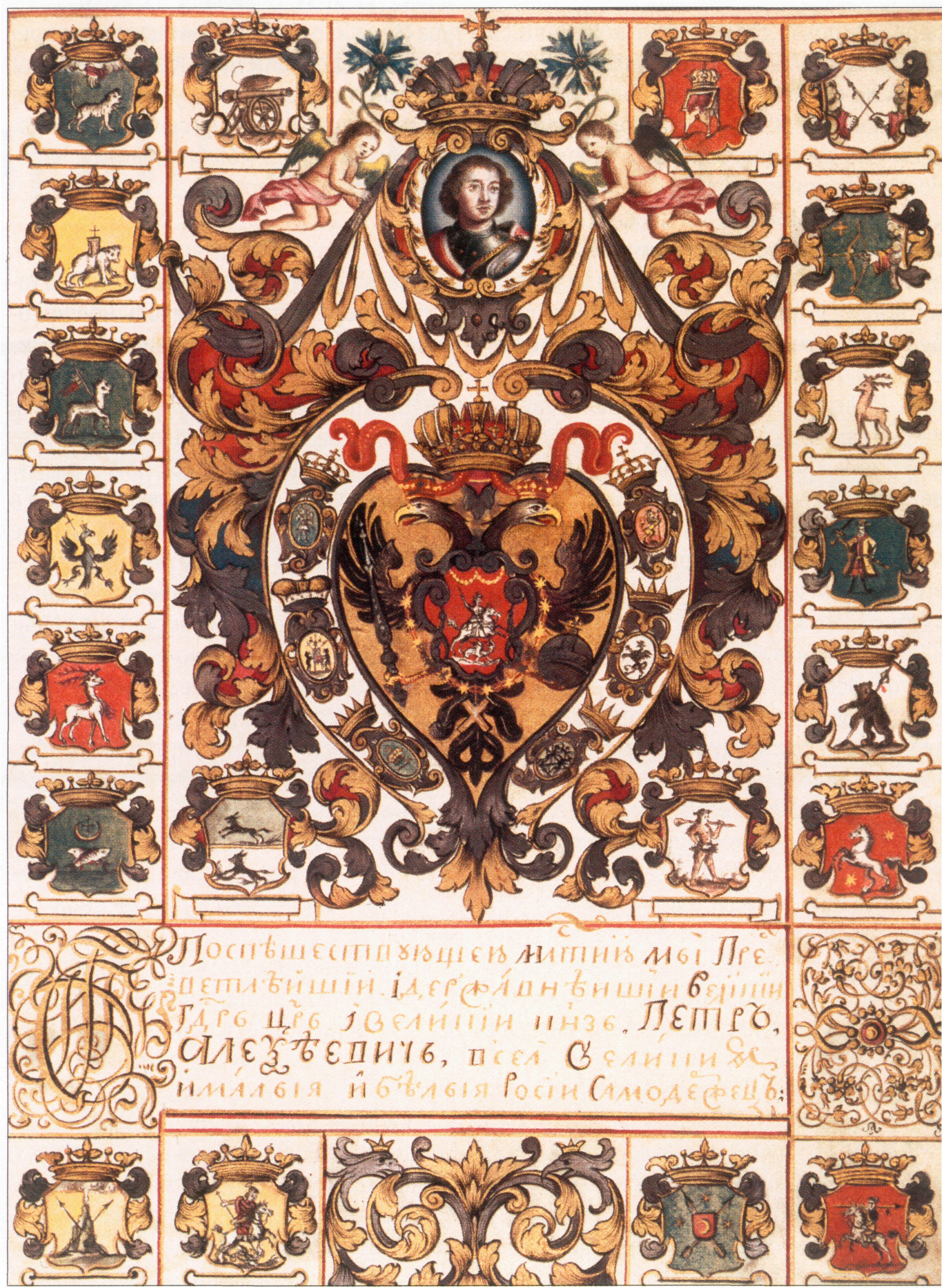
Титульный лист жалованной грамоты Петра I канцлеру Г. И. Головкину, 1711 год

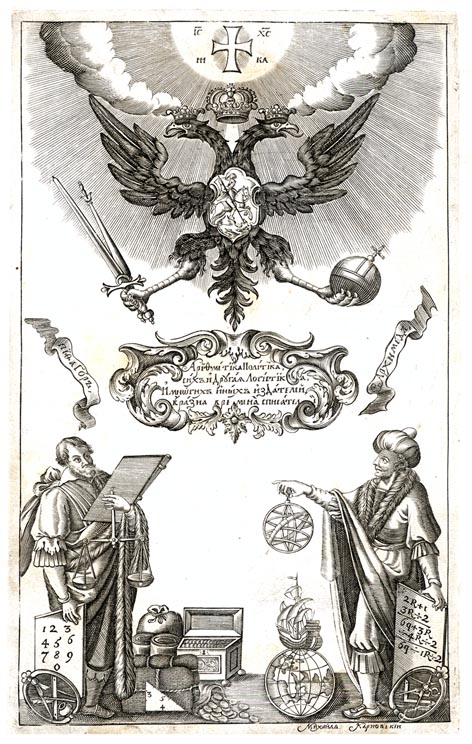
Изображение двуглавого орла на иллюстрации из «Арифметики» Л. Ф. Магницкого, 1703 год

Герб Российской империи является продолжением геральдической традиции, нашедшей своё отражение в Царском титулярнике 1672 года.
В начале XVIII века при царе Петре I российский государственный герб претерпевает изменения: щиток с всадником-драконоборцем, которого сам государь называл святым Егорием или Егоргием (то есть святым Георгием), на груди двуглавого орла теперь окружался цепью ордена Святого апостола Андрея Первозванного (иногда цепь Андреевского ордена могла обрамлять весь герб); начиная с 1710-х годов, ещё до официального принятия Петром I императорского титула, на государственных печатях вместо прежних царских венцов над головами орла стали помещаться императорские короны западноевропейского образца.
Во времена Петра I изображение государственного орла могло иметь и не совсем привычные атрибуты. Так, на царских печатях на груди двуглавого орла вместо щитка со всадником иногда помещался косой Андреевский крест, образ Богоматери или крест, окружённый сиянием. В лапах орла на художественных иллюстрациях того периода помимо скипетра и державы мог быть ещё и меч — на гравюре из «Арифметики» Л. Ф. Магницкого (1703 год) двуглавый орёл в одной лапе держит скипетр и меч, а в другой — державу (известны также изображения двуглавого орла с копьём и мечом в лапах, с державой и мечом и др.; на Гербовном знамени 1696 года у орла в лапах только копья, при этом на груди орла — образ Спасителя на коне).
В 1722 году Петром I учреждена Герольдмейстерская контора, которая занималась делами дворянского сословия, а также составлением гербов. Граф Ф. М. Санти разрабатывает описание государственного герба, озаглавленное как «Герб Его Императорского Величества с колорами или цветами своими»: «Поле золотое или жёлтое, на котором изображён Императорский орёл, песошной то есть чёрной двоеглавной с распущенными или простёртыми крылами… На орловых грудях изображён герб Великого Княжества Московского, который окружён или монисто гривною или чепью, ордина с[вя]таго Андрея… Поле красное, на котором изображён с[вя]тый Георгий в теле, с золотою короною, обращён он налево, он же одет, вооружён и сидит на коне, который убран своею збруею с седловою приправою…, а все то колора серебренаго или белаго. Оный с[вя]тый Георгий держит своё копьё в пасти или во рту змия чёрнаго».
При императрице Екатерине I государственные гербовые цвета — чёрный и жёлтый (золотой) — официально зафиксированы в указе Сената от 11 (22) марта 1726 года об изготовлении новой Государственной печати, где герб описывался как «орёл чёрный с распростёртыми крыльями в жёлтом поле».
Ещё при Петре I происходит трансформация фигуры всадника на государственном гербе от символического изображения государя (царя) на коне к пониманию его как образа святого Георгия Победоносца. Окончательное закрепление этого образа состоялось при императрице Екатерине II в 1781 году, когда были утверждены гербы городов Московской губернии: «Город Москва, имеет старый герб. Святый Георгий на коне, <…> как в средине Государственного герба, в красном поле, поражающий копием чёрного змия».
10 (21) августа 1799 года император Павел I, ставший к тому времени великим магистром Мальтийского ордена, подписал указ «О новом Российском гербе», согласно которому в состав государственного герба были включены мальтийские крест и корона (на груди двуглавого орла под короной магистра Мальтийского ордена помещался щиток с изображением Георгия Победоносца, наложенный на белый восьмиконечный Мальтийский крест).
Павел І также задумал ввести Полный герб Российской империи: в декабре 1800 года он утверждает манифест, в котором описывался сложный проект нового герба (всего на многочастном щите помещались 43 герба; в центре его находился герб бо́льшего, чем остальные, размера — золотой щит с чёрным двуглавым орлом и мальтийскими крестом — его концы проглядывали из-под сердцевого щитка со святым Георгием — и короной). В составе этого герба также появляются фигуры архистратига Михаила и архангела Гавриила. Однако в итоге данный герб так и остался по сути проектом и не был введён в употребление.
26 апреля (8 мая) 1801 года император Александр I своим указом отменил нововведения Павла I, касающиеся использования мальтийской символики, и восстановил государственный герб в том виде, в котором он существовал до 1796 года.
Во времена царствования Александра I и Николая I двуглавый орёл часто изображался в господствовавшем тогда стиле ампир: вместо скипетра и державы он держит в лапах перевитые лентами лавровый венок, факел и молнии («перуны» или «громовые стрелы»); щиток на груди орла имеет необычную сердцевидную форму, заострённую кверху; крылья орла поменяли свой привычный вид — они стали широко распростёртыми и опущенными вниз (такие изображения герба допускались на монетах, гербовой бумаге, кокардах, знамёнах, однако государственной печати подобные изменения не коснулись).
При императоре Николае I официально закреплён ещё один тип государственного герба — с поднятыми крыльями, на которых изображались титульные гербы: на правом — Казанского, Астраханского и Сибирского царств, на левом — Царства Польского, Царства Херсонеса Таврического и Великого княжества Финляндского.
Во время правления императора Александра II, при проведении геральдической реформы под руководством Б. В. Кёне изображение государственного орла было изменено. Рисунок Малого герба выполнил художник Александр Фадеев, этот вариант герба отличался бо́льшим количеством титульных гербов на крыльях: на правом крыле помещались щитки с гербами Казанского царства, Царства Польского, Царства Херсонеса Таврического и соединёнными гербами Киева, Владимира и Новгорода, на левом — щитки с гербами Астраханского, Сибирского и Грузинского царств, а также Финляндии.
При создании Большого, Среднего и Малого гербов Российской империи Б. В. Кёне удалось сочетать общеевропейские традиции оформления государственных гербов с характерным композиционным решением, принятым для государственных печатей России ещё в XVII веке. Авторская манера Кёне проявилась в ревностном, но поверхностном и не всегда адекватном соблюдении гербоведческих правил: всадник Московского герба, вопреки традиции, был развёрнут геральдически вправо (хотя поворот влево не воспрещён, а лишь считается исключением), щит со всадником получил тонкую золотую кайму, чтобы избежать наложения червлёного щита на чёрную грудь орла (хотя, будучи не фигурой, а отдельным щитом, Московский герб не должен был подчиняться «основному правилу») и т. д.
В декабре 1856 года Александр II предварительно утвердил изображения Большого, Среднего и Малого государственных гербов, а 11 (23) апреля 1857 года им также были одобрены подробные описания этих гербов.

Гербы, утверждённые в 1856 году
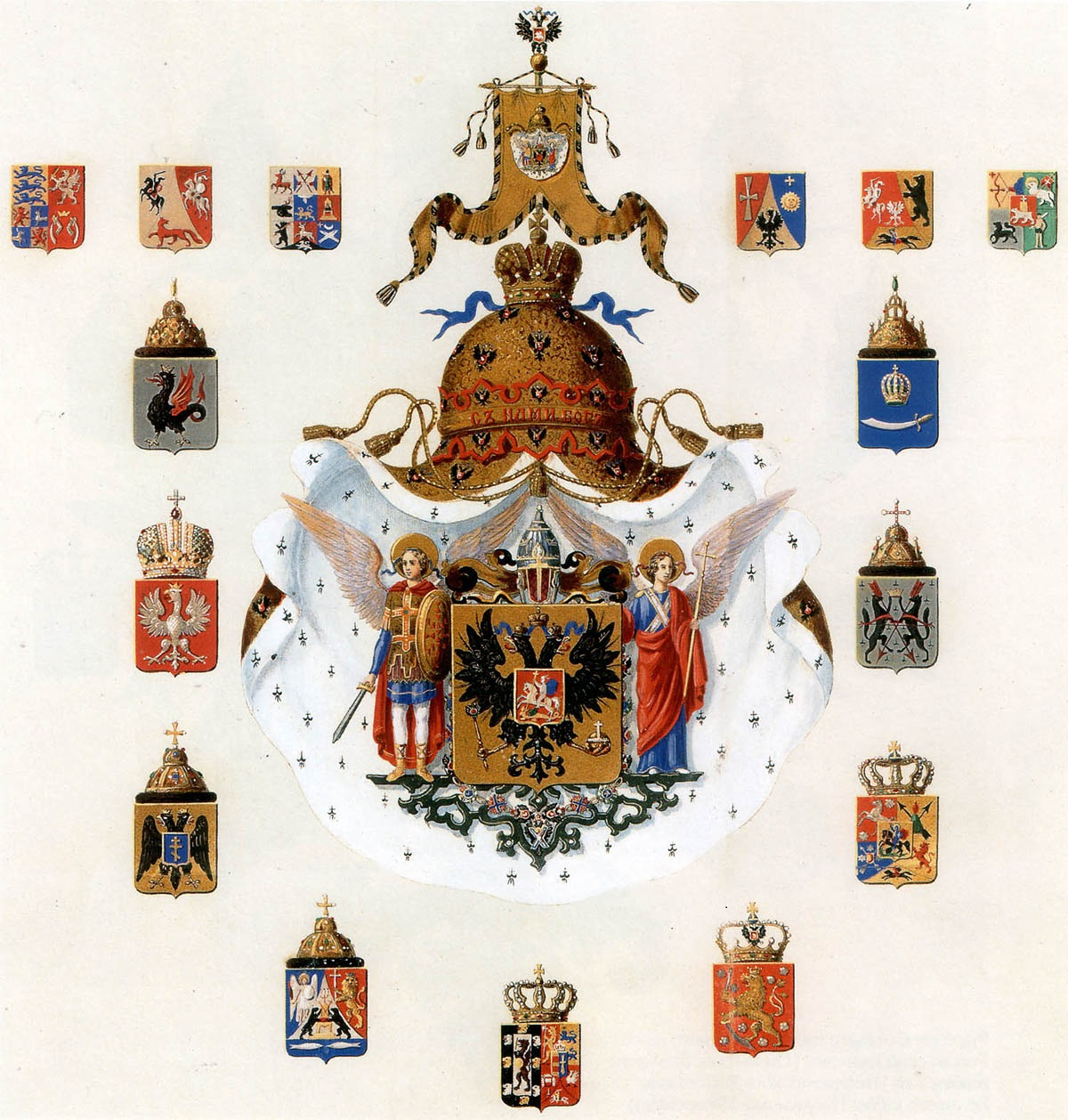
Большой государственный герб Российской империи
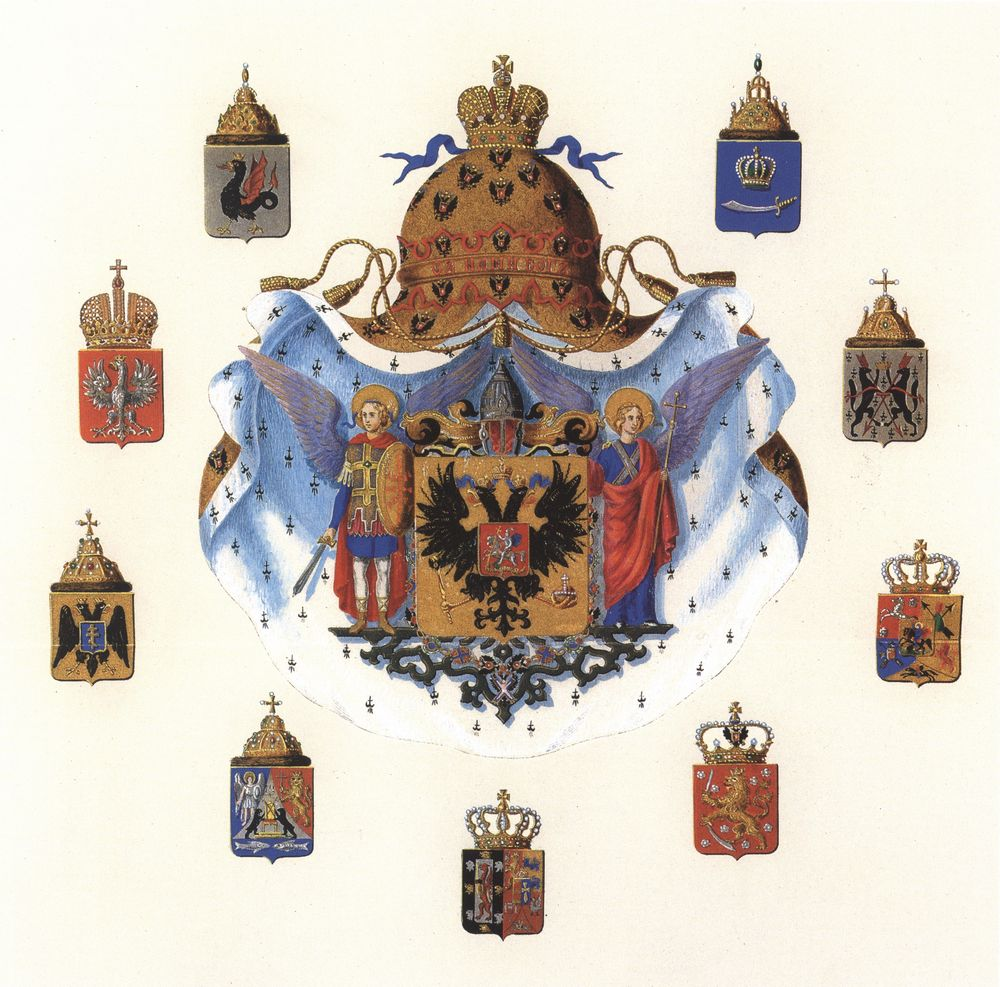
Средний государственный герб Российской империи
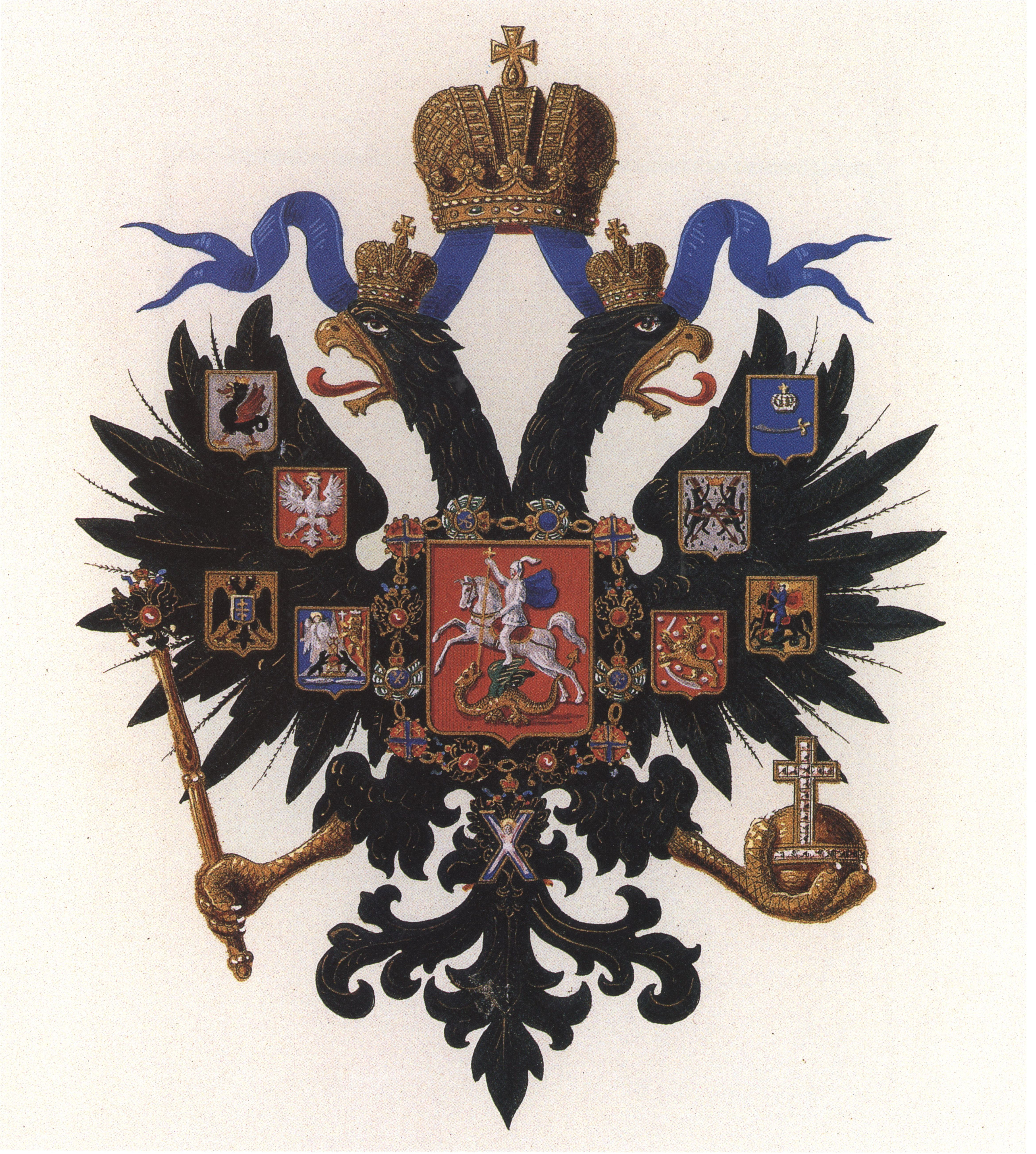
Малый государственный герб Российской империи

24 июля (5 августа) 1882 года император Александр III утверждает новый рисунок Большого государственного герба, выполненный профессором живописи Адольфом Шарлеманем. В отличие от государственных гербов 1856—1857 годов, императорские короны стали изображаться не золотыми, а серебряными (то есть исходя из фактического цвета российских императорских корон; прототипом изображения короны на гербе 1882 года стала Большая императорская корона), изменились формы самого государственного орла и фигур архангелов-щитодержателей. Кроме этого, в Большой герб был добавлен щит с Туркестанским гербом.
Окончательное утверждение скорректированного описания Большого государственного герба произошло 3 (15) ноября 1882 года, изображений Среднего и двух вариантов Малого государственных гербов — 23 февраля (7 марта) 1883 года. Данные гербы просуществовали без изменений вплоть до 1917 года.

## Описание Большого государственного герба Российской империи 1882 года

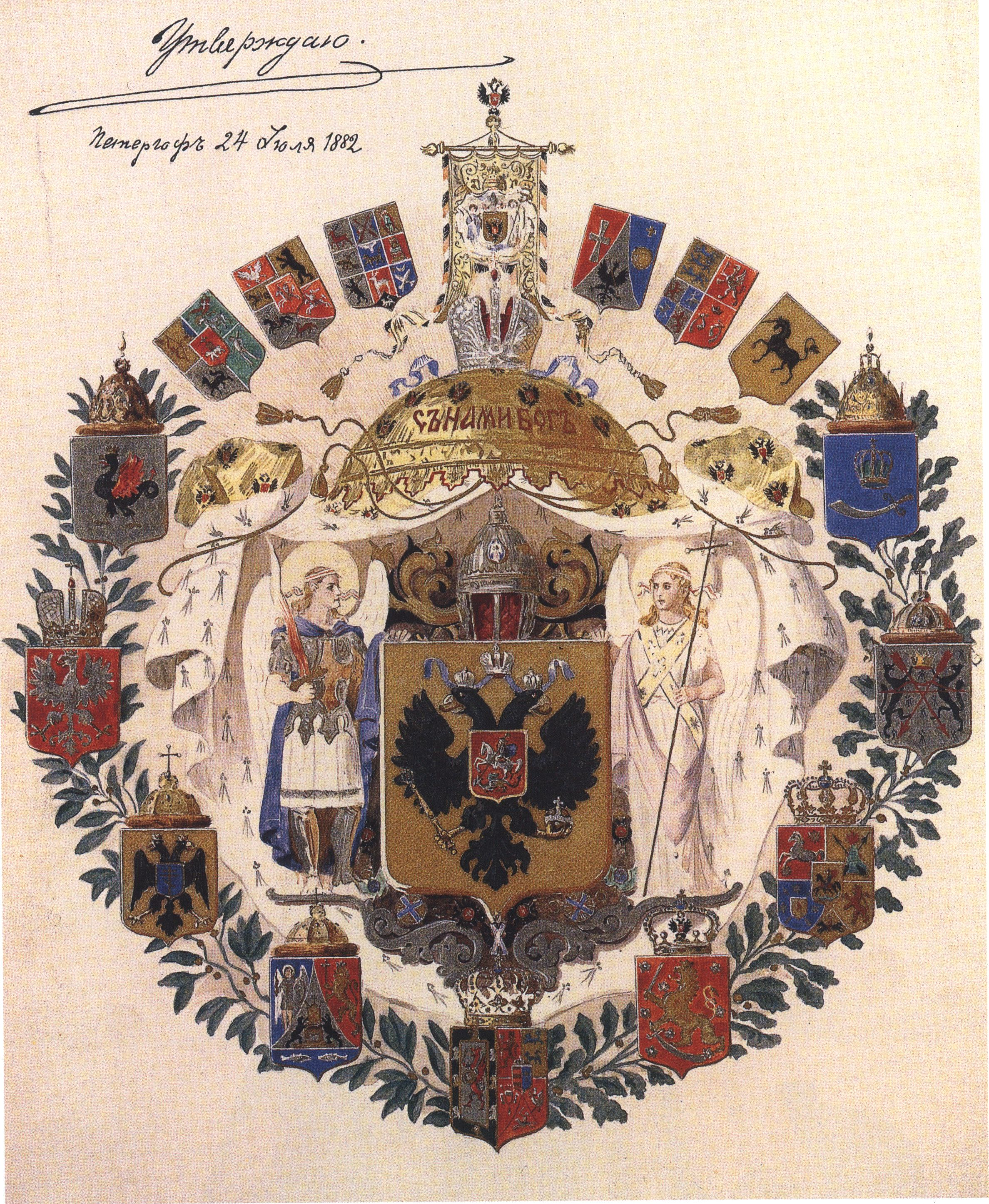
Большой государственный герб Российской империи (автор эскиза — профессор живописи А. И. Шарлемань), 1882 год

«Российский Государственный герб есть в золотом щите чёрный двоеглавый орёл, коронованный двумя Императорскими коронами, над которыми третия такая ж, в большем виде, корона, с двумя развевающимися концами ленты Андреевского ордена. Государственный орёл держит золотые скипетр и державу. На груди орла герб Московский: в червлёном с золотыми краями щите Святый Великомученик и Победоносец Георгий в серебряном вооружении и лазуревой приволоке (мантии), на серебряном, покрытом багряною тканью с золотою бахромою, коне, поражающий золотого, с зелёными крыльями, дракона, золотым, с осьмиконечным крестом на верху, копьём. Главный щит (с гербом Государственным) увенчан шлемом Святого Великого Князя Александра Невского. Намёт чёрный с золотом. Вокруг щита цепь ордена Святого Апостола Андрея Первозванного; по сторонам изображения Святых Архистратига Михаила и Архангела Гавриила. Сень золотая, коронованная Императорскою короною, усеянная Российскими двоеглавыми орлами и подложена горностаем. На ней червлёная надпись: Съ Нами Богъ! Над сению возникающая Государственная хоругвь, с осьмиконечным на древке оной крестом. Полотно Государственной хоругви золотое; на ней изображение среднего Государственного герба, только без окружающих оный девяти щитов…»
— 
Главный щит снизу окружали восемь щитов с гербами царств и великих княжеств, увенчанные принадлежащими им царскими шапками и коронами, а также щит с Родовым Его Императорского Величества гербом, состоявший из герба рода Романовых и герба герцогов Голштинских. Выше главного щита помещались шесть щитов с гербами княжеств и областей.

### Герб Царства Казанского
«…в серебряном щите чёрный коронованный дракон; язык, крылья и хвост червлёные, клюв и когти золотые».
Прим.: Герб увенчан «шапкой Казанской», изготовленной для первого русского царя Ивана IV Грозного сразу после присоединения Казанского ханства к Московскому государству в 1552 году и принятия Иваном IV титула «Царя Казанского». Затем она была подарена Иваном Грозным хану Едигеру (в крещении — царь Симеон Касаевич).

### Герб Царства Астраханского
«…в лазуревом щите золотая, подобная Королевской, корона, с пятью дугами и зелёною подкладкою; под нею серебряный восточный меч, с золотою рукоятью, острым концом вправо».
Прим.: Герб увенчан «шапкой Астраханской» первого наряда, изготовленной в 1627 году в Москве для царя Михаила Фёдоровича.

### Герб Царства Польского
«…в червлёном щите серебряный коронованный орёл, с золотыми клювом и когтями».
Прим.: Герб увенчан короной Анны Иоанновны, которой короновался в Варшаве Николай I.

### Герб Царства Сибирского
«…в горностаевом щите два чёрные соболя, стоящие на задних лапах и поддерживающие передними, одной золотую пятизубцовую корону, другою червлёный лежащий лук и две крестообразно, остриями вниз, поставленные стрелы».
Прим.: Герб увенчан алтабасной («Сибирской») шапкой третьего наряда царя Ивана V Алексеевича.

### Герб ЦарстваХерсониса Таврического
«…в золотом щите чёрный византийский, увенчанный двумя золотыми коронами, орёл, с червлёными языками и золотыми клювами и когтями; на груди, в лазуревом, с золотыми краями, щите, золотой осьмиконечный крест».
Прим.: Герб увенчан подобным шапке Мономаха венцом Петра I (шапка второго наряда).

### Герб Царства Грузинского
«…щит четверочастный, с оконечностию и малым в средине щитом. В среднем малом щите герб Грузии: в золотом поле Святый Великомученик и Победоносец Георгий, в лазуревом вооружении, с золотым на груди крестом, в червлёной приволоке, сидящий на чёрном коне, покрытом багряницею с золотою бахромою, и поражающий червлёным копьём зелёного, с чёрными крыльями и червлёными глазами и языком, дракона. В первой части — герб Иверии: в червлёном щите серебряный скачущий конь; в углах, верхнем левом и нижнем правом, серебряные звёзды о восьми лучах. Во второй части — герб Карталинии: в золотом щите зелёная огнедышущая гора, пронзённая крестообразно двумя чёрными стрелами, остриями вверх. В третьей части — герб Кабардинския земли: в лазуревом щите, на двух серебряных, крестообразно, остриями вверх, положенных стрелах, малый золотой щит с червлёным обращённым вправо полумесяцем; в трёх первых четвертях серебряные шестиугольные звёзды. В четвёртой части — герб Армении: в золотом щите червлёный коронованный лев. В золотой оконечности — герб Черкасских и Горских князей: скачущий на чёрном коне черкес, в серебряном вооружении, червлёной одежде и чёрной из меха приволоке, с чёрным копьём на правом плече».
Прим.: Герб увенчан Грузинской короной, которая была изготовлена в России ювелирами П. Э. Теременом и Н. Г. Лихтом в 1798 году для грузинского царя Георгия XII. В 1801 году корона последнего грузинского царя отправлена в Санкт-Петербург и вошла в состав российских императорских регалий.

### Соединённые гербы Великих Княжеств: Киевского, Владимирского и Новгородского
«Соединённые гербы Великих Княжеств: Киевского, Владимирского и Новгородского в щите, разделённом вилообразно на три части. В первой лазуревой части — герб Киевский: Святый Архистратиг Михаил в серебряном одеянии и вооружении, с пламенеющим мечом и серебряным щитом. Во второй червлёной части — герб Владимирский: золотой львиный леопард, в железной, украшенной золотом и цветными камнями, короне, держащий в правой лапе длинный серебряный крест. В третьей серебряной части — герб Новгородский: два чёрные медведя, поддерживающие кресла золотые с червлёною подушкою, на коей поставлены, крестообразно, с правой стороны скипетр, а с левой крест; над креслами золотой трисвещник с горящими свечами; в лазуревой окраине щита две серебряные, одна против другой, рыбы».
Прим.: Герб увенчан шапкой Мономаха — главным венцом московских царей до времён Петра I. Предание гласит, что эту регалию прислал в XII веке византийский император Константин IX Мономах, приходившийся дедом великому князю киевскому Владимиру Мономаху.

### Герб Великого Княжества Финляндского
«…в червлёном щите, золотой коронованный лев, держащий в правой лапе меч прямой, а в левой меч выгнутый, на который опирается заднею правою лапою лев, сопровождаемый восемью серебряными розами».
Прим.: Герб был увенчан «Финляндской короной». Подобной короны в реальности не существовало.

### Родовой Его Императорского Величества герб
«Щит рассечённый. Вправо — герб рода Романовых: в серебряном поле червлёный гриф, держащий золотые меч и тарч, увенчанный малым орлом; на чёрной кайме, восемь оторванных львиных голов, четыре золотые и четыре серебряные. Влево — герб Шлезвиг-Голстинский: щит четверочастный с особою внизу оконечностию и малым на середине щитом; в первой червлёной части — герб Норвежский: золотой коронованный лев с серебряною галлебардою; во второй золотой части — герб Шлезвигский: два лазуревые леопардные льва, в третьей червлёной части — герб Голстинский: пересечённый малый щит, серебряный и червлёный; вокруг оного серебряный, разрезанный на три части, лист крапивы и три серебряные гвоздя с концами к углам щита; в четвёртой червлёной части — герб Стормарнский: серебряный лебедь с чёрными лапами и золотою на шее короною; в червлёной оконечности — герб Дитмарсенский: золотой, с подъятым мечом, всадник на серебряном коне, покрытом чёрною тканью; средний малый щит также рассечённый: в правой половине герб Ольденбургский, на золотом поле два червлёные пояса; в левой герб Дельменгорстский, в лазуревом поле золотой, с острым внизу концом, крест. Сей малый щит увенчан Велико-Герцогскою короною, а главный Королевскою».

### Гербы Княжеств и Областей Великороссийских
— герб Псковский: в лазуревом поле «золотой барс; над ним выходящая из серебряных облаков десница»;
— герб Смоленский: в серебряном поле «чёрная пушка; лафет и колёса в золотой оправе; на запале райская птица»;
— герб Тверской: в червлёном поле «золотой трон; на нём Царская, на зелёной подушке, корона»;
— герб Югорский: в серебряном поле «две в червлёной одежде руки, выходящие справа и слева из лазуревых облаков и держащие крестообразно два червлёных копья»;
— герб Нижегородский: в серебряном поле «червлёный идущий олень; рога о шести отростках и копыта чёрные»;
— герб Рязанский: в золотом поле «Князь в зелёном одеянии и в опушенной соболем шапке, с червлёною епанчею, и в таковых же сапогах, держит в правой руке серебряный меч, в левой — чёрные ножны»;
— герб Ростовский: в червлёном поле «серебряный олень с золотым ошейником»;
— герб Ярославский: в серебряном поле «чёрный, идущий на задних лапах, медведь, голова прямо, держащий в левой лапе золотую секиру на таковом же ратовище»;
— герб Белозерский: в лазуревом поле «две накрест положенные серебряные рыбы; над ними серебряный же полумесяц; в правом углу золотой крест, с шариками на концах»;
— герб Удорский: в чёрном поле «идущая серебряная лисица с червлёными глазами и языком».

### Гербы Княжеств и Областей Юго-Западных
— герб Волынский: в червлёном поле серебряный крест;
— герб Подольский: в лазуревом поле «золотое солнце о шестнадцати лучах, над ним золотой крест»;
— герб Черниговский: в серебряном поле «чёрный коронованный с червлёным языком орёл с золотыми когтями, держащий за собою в когтях левой ноги длинный золотой крест, наклонённый к правому углу щита».

### Гербы Княжеств и Областей Белорусских и Литовских
В середине щита соединённых гербов княжеств и областей Белорусских и Литовских помещался малый червлёный щит с гербом Великого княжества Литовского: «на серебряном коне покрытом червлёным трёхконечным, с золотою каймою, ковром, всадник (pogon) серебряный, в вооружении, с подъятым мечом, и со щитом, на коем осьмиконечный червлёный крест».
— герб Белостокский — «щит пересечённый: в верхней червлёной части — серебряный орёл; в нижней золотой части — лазуревый вооружённый всадник с подъятым мечом и серебряным щитом, на коем червлёный осьмиконечный крест; конь чёрный, покрытый червлёным, трёхконечным, с золотою каймою, ковром»;
— герб Самогитский: в золотом поле «чёрный, стоящий на задних лапах, медведь, с червлёными глазами и языком»;
— герб Полотский: в серебряном поле «на чёрном коне с серебряною и червлёною сбруею, всадник (pogon) в чёрном вооружении, с подъятою саблею; рукоять золотая, тарч червлёный, с серебряным осьмиконечным крестом»;
— герб Витебский: в червлёном поле «серебряный всадник в вооружении, с подъятым мечом и круглым тарчем; седло на серебряном коне червлёное, покрытое трёхконечным золотым, с лазуревою каймою, ковром»;
— герб Мстиславский: в серебряном поле «червлёный волк; голова влево».

### Гербы Областей Прибалтийских
— герб Эстляндский: в золотом поле три лазуревых леопардных льва;
— герб Лифляндский — в червлёном поле «серебряный гриф с золотым мечом; на груди, под Императорскою короною, червлёный вензель: ПВ ИВ (Пётр Вторый, Император Всероссийский)»;
— гербы Курляндский и Семигальский «в четверочастном поле». В первой и четвёртой серебряных четвертях — герб Курляндский: «червлёный лев в червлёной короне». Во второй и третьей лазуревых четвертях — герб Семигальский: «выходящий серебряный олень, с шестью на рогах отростками, увенчанный Герцогскою короною»;
— герб Корельский: в червлёном поле «две противопоставленные, поднятые вверх, руки в серебряных латах, с серебряными же выгнутыми мечами; над ним золотая корона».

### Гербы Северо-Восточных Областей
— герб Пермский: в червлёном поле «серебряный идущий медведь, на спине его золотое Евангелие, на коем серебряный крест с четырьмя лучами»;
— герб Вятский: в золотом поле «выходящая вправо из лазуревых облаков в червлёной одежде рука, держащая червлёный же натянутый лук со стрелою; в правом углу червлёный, с шариками, крест»;
— герб Болгарский: в зелёном поле «серебряный идущий агнец, с червлёною хоругвию, древко золотое»;
— герб Обдорский: в серебряном поле «чёрная идущая лисица с червлёными глазами и языком»;
— герб Кондийский: в зелёном поле «дикий человек с дубовым на голове венком и дубовым же поясом, держащий правою рукою на плече серебряную булаву».

### ГербТуркестанский
«…в золотом щите чёрный идущий единорог с червлёными глазами, языком и рогом».

## Средний и Малый государственные гербы
Средний государственный герб представлял собой упрощённый вариант Большого герба — без Государственной хоругви и шести территориальных гербов, располагавшихся над сенью.
Малый государственный герб был утверждён в двух вариантах: первый вариант — золотой щит с чёрным двуглавым орлом, увенчанный так называемым шлемом Александра Невского, под золотой сенью; второй — чёрный двуглавый орёл под тремя императорскими коронами, на груди орла помещался Московский герб, а на крыльях орла находились восемь щитков с гербами царств и великих княжеств (при этом щиток с Московским гербом окружала цепь ордена Святого апостола Андрея Первозванного).

## В современной России
В 1992 году Конституционная комиссия Съезда народных депутатов России предложила в своём проекте Конституции такое описание государственного герба Российской Федерации, которое в основном повторяло (с некоторыми изъятиями и изменениями) описание центрального элемента Большого государственного герба в Своде основных государственных законов Российской империи. В ноябре 1992 года данный проект текста описания герба получил предварительное одобрение Верховного Совета России.
4 декабря 1992 года Конституционная комиссия рекомендовала VII Съезду народных депутатов утвердить предложенное описание государственного герба до принятия новой Конституции России, изложив статью 180 Конституции РСФСР 1978 года следующим образом:
Статья 180. Государственный герб Российской Федерации — есть чёрный двуглавый орёл в золотом щите, коронованный двумя коронами, над которыми находится третья такая же корона в большем виде; государственный орёл держит золотые скипетр и державу; на груди орла находится исторический Московский герб.
Однако на Съезде народных депутатов это предложение не приняли, поскольку оно не набрало необходимого числа голосов.
16 ноября 1993 года распоряжением президента России Б. Н. Ельцина создана специальная комиссия под руководством Р. Г. Пихоя, которая должна была подвести итог многолетней работы по разработке российского государственного герба и подготовить проект соответствующего указа.
Президенту Б. Н. Ельцину представили два варианта проекта герба России работы художника Е. И. Ухналёва. Изображения на обоих эскизах были по сути идентичными, различались лишь цвета элементов герба. Один из эскизов представлял собой современный российский герб — золотой орёл под тремя золотыми коронами на красном щите; другой — основывался на цветах герба Российской империи (чёрный орёл на золотом щите) и одновременно несколько отличался от него: над орлом — золотые короны (а не серебряные), соединённые красной лентой (а не голубой лентой ордена Святого Андрея Первозванного) и др. В итоге был выбран первый вариант.

## Галерея государственных гербов Российской империи

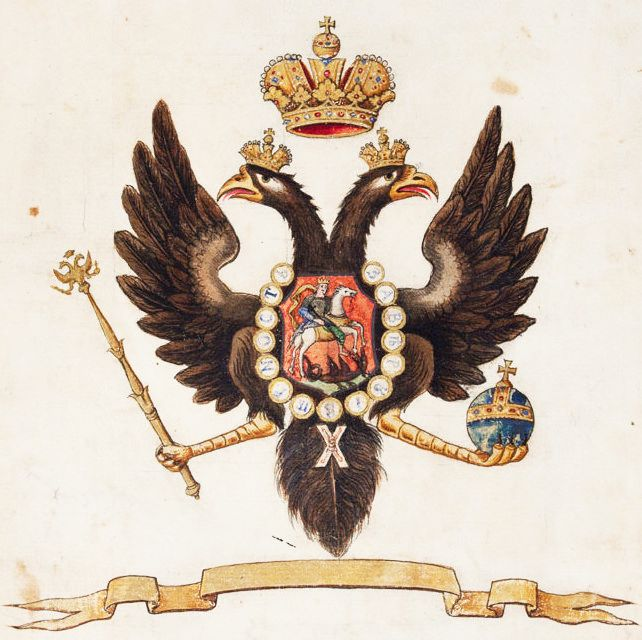
Российский государственный герб. 1730 год
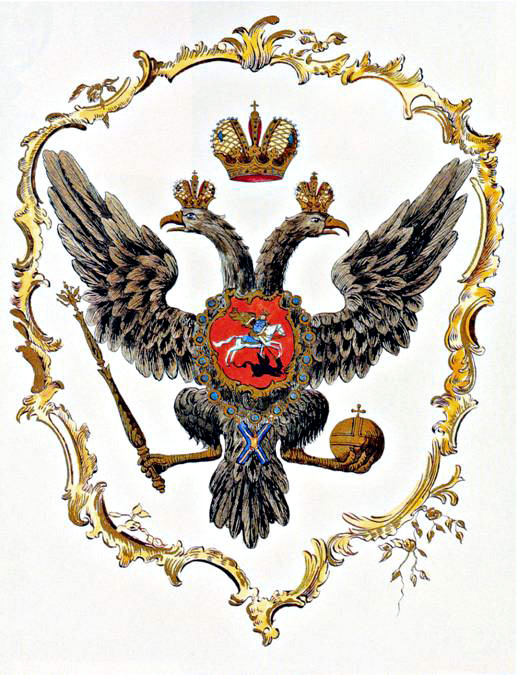
Российский герб времён императрицы Елизаветы Петровны. Середина XVIII века
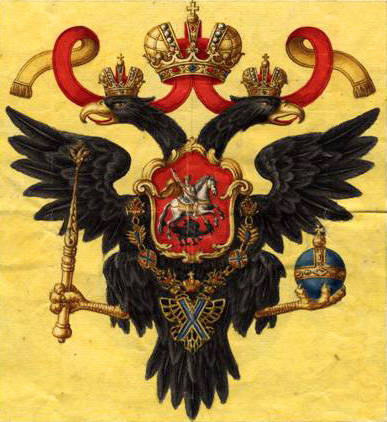
Государственный герб. 1757 год
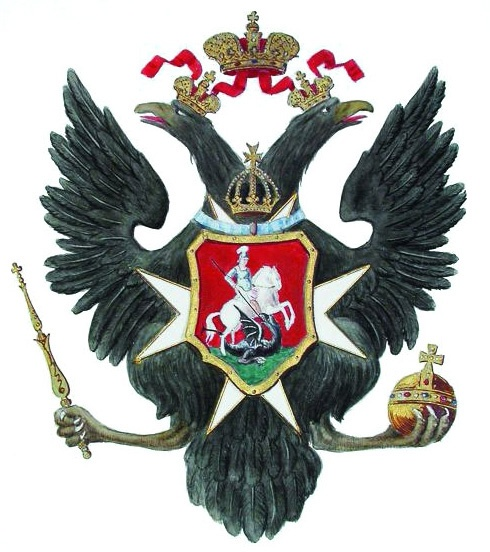
Государственный герб при императоре Павле I. 1799 год
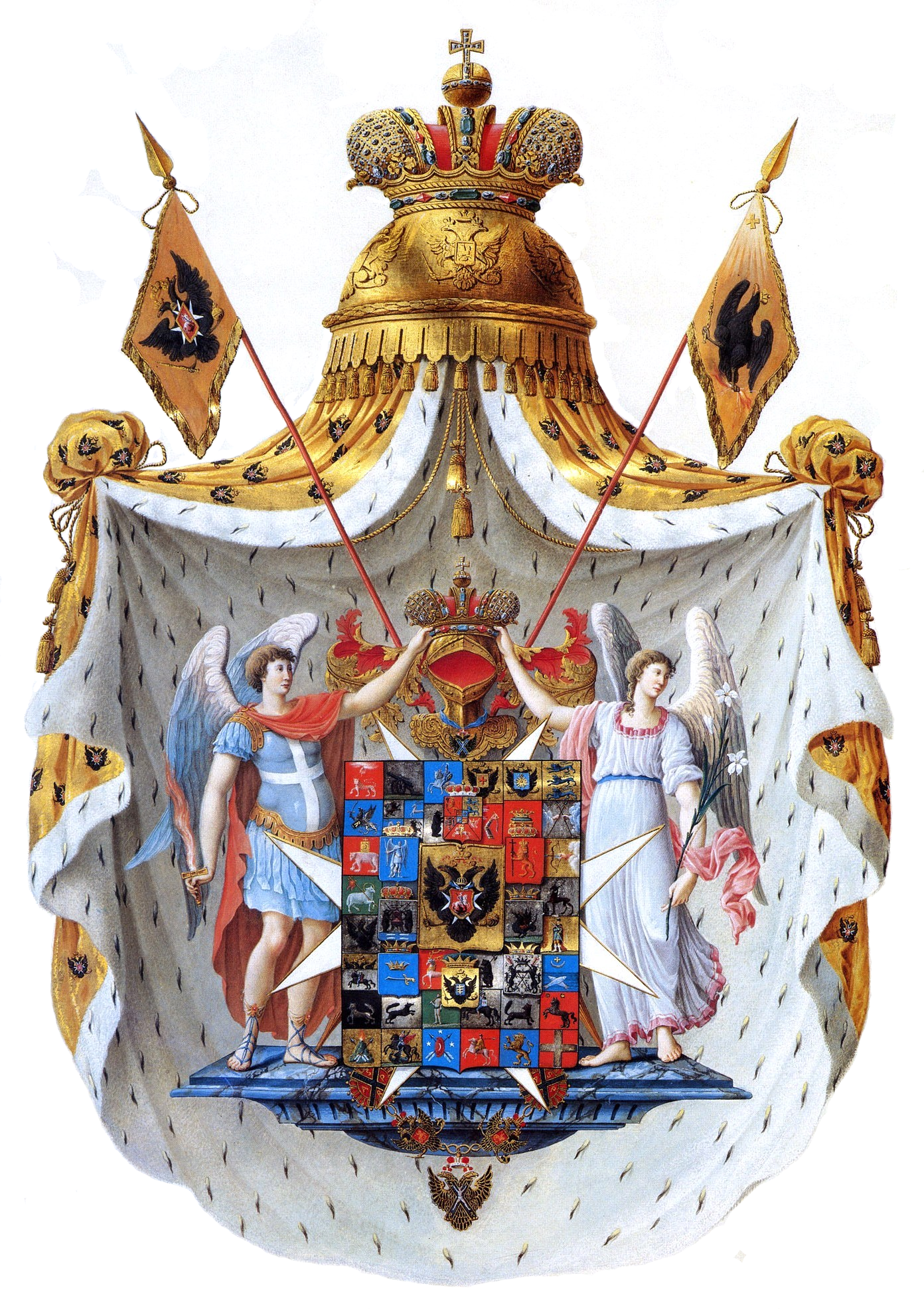
Проект Полного государственного герба. 1800 год
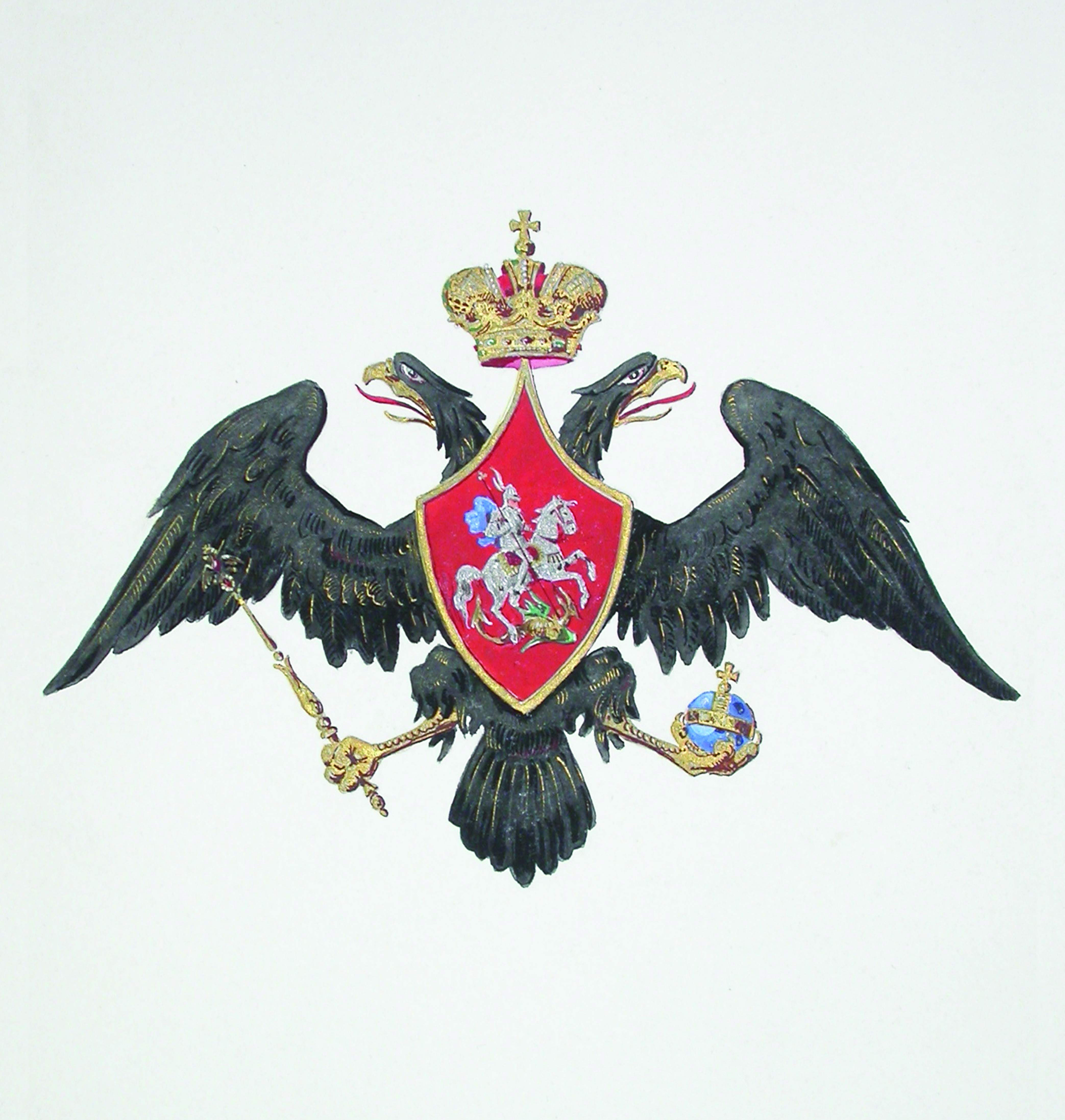
Государственный герб при императоре Николае I (первый тип; 1828 год)
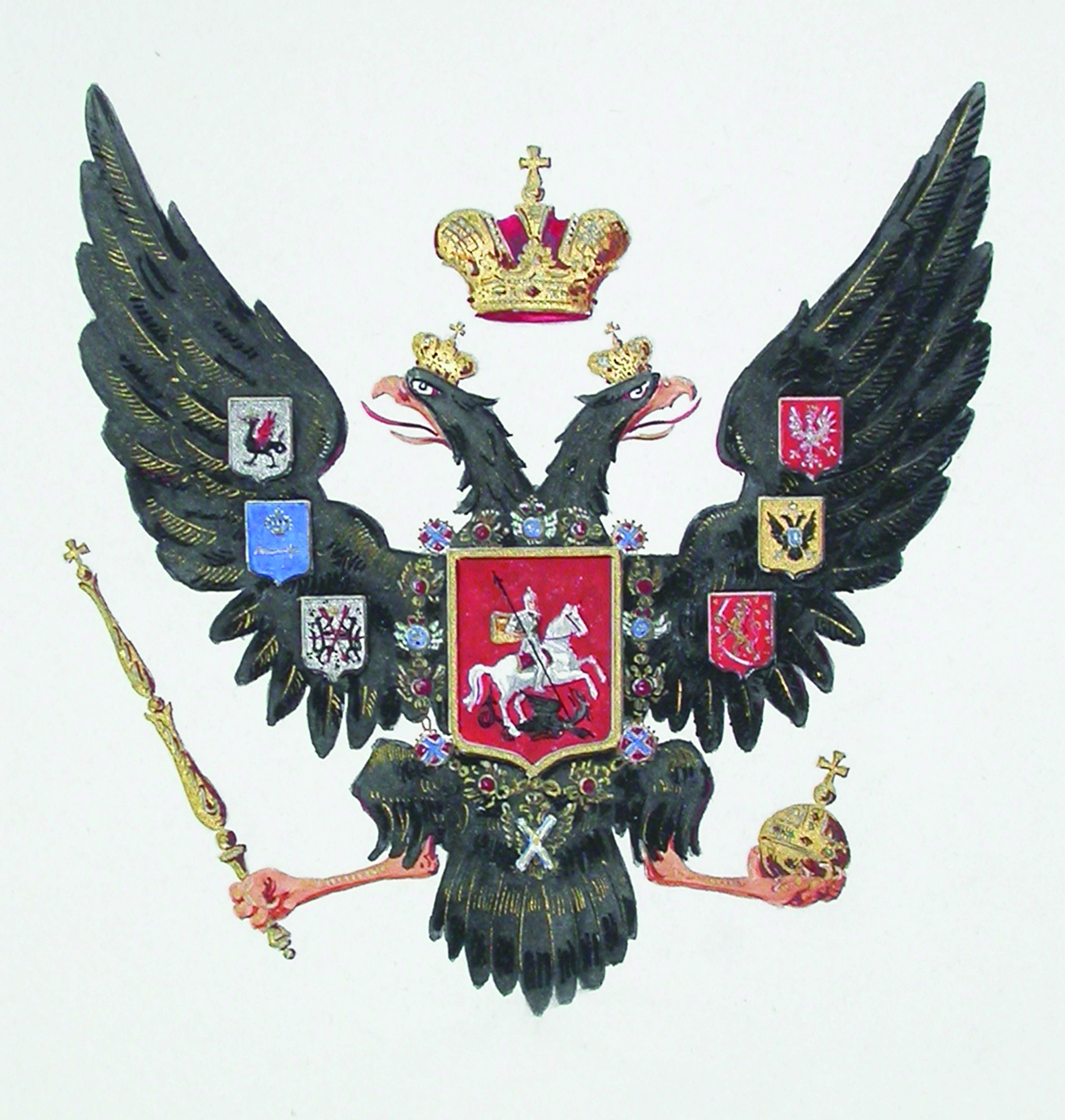
Государственный герб при императоре Николае I (второй тип; 1830 год)
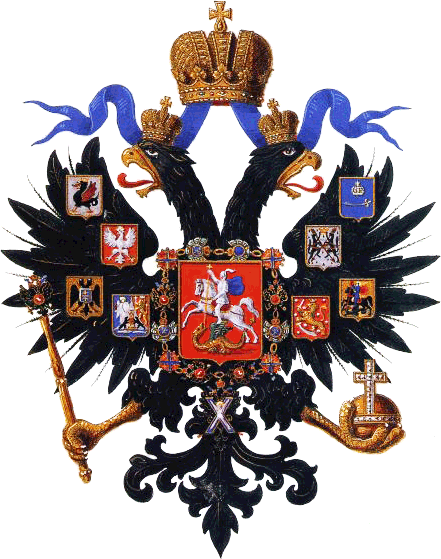
Малый государственный герб при императоре Александре II. 1856 год
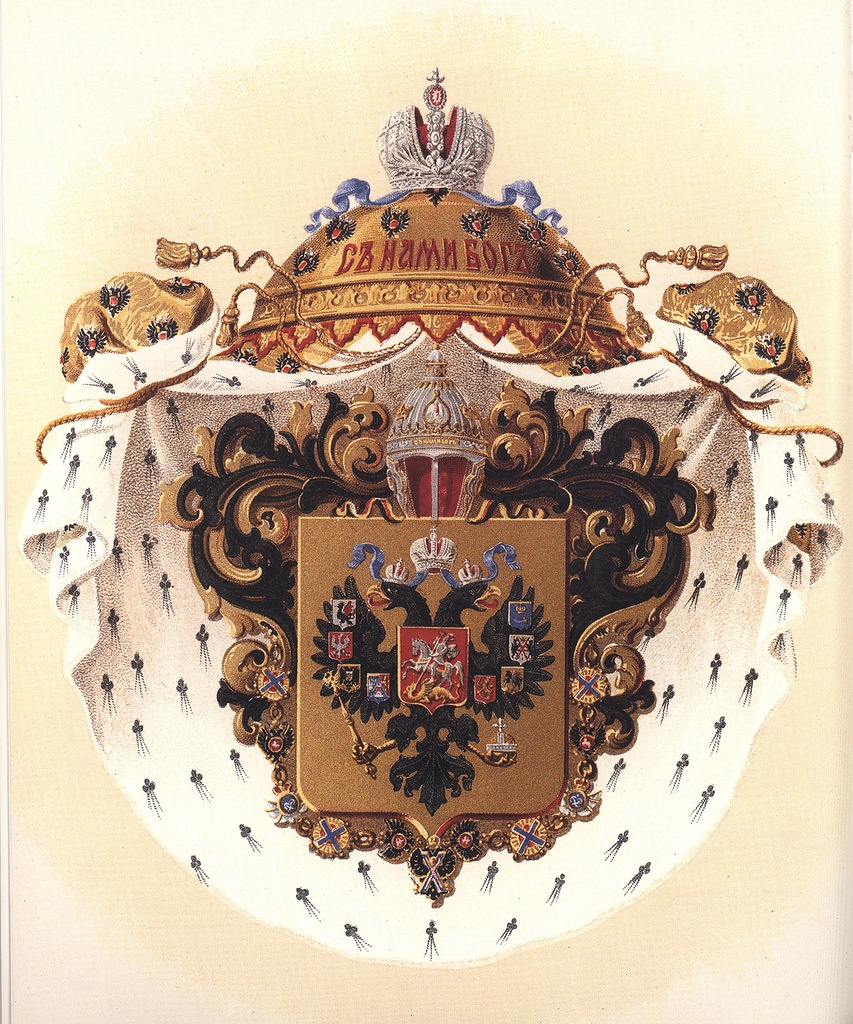
Малый государственный герб с 1883 года (первый вариант)
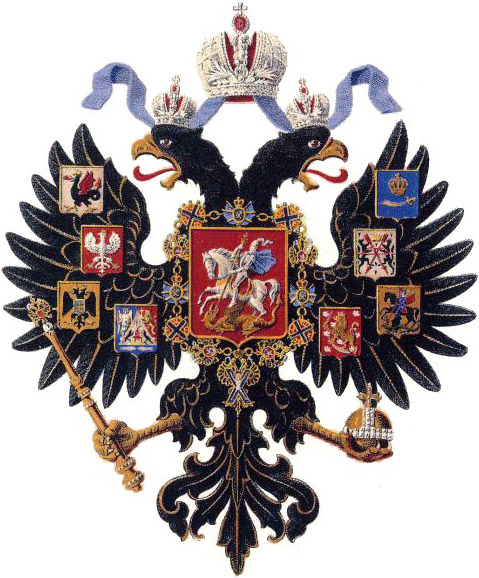
Малый государственный герб с 1883 года (второй вариант)

## Комментарии
1. ↑  При Анне Иоанновне (и при других императрицах) вместо цепи ордена Святого Андрея Первозванного на гербе иногда изображались буквы девиза ордена: «За веру и верность», каждая в лучистом круге.
2. ↑  При этом подобная расцветка герба фактически утвердилась ещё при Петре I — именно такие гербовые цвета встречаются на царских жалованных грамотах начиная с 1710-х годов. Кроме того, царский штандарт представлял собой чёрного двуглавого орла на жёлтом (золотом) полотнище (см. Пчелов Е. В. «Всадник означает самого царя, побеждающего врагов…». Как изменялся герб России в эпоху Петра Великого // Журнал «Родина». — 2022. — № 12. — С. 98—101).
3. ↑  При этом первый случай размещения на крыльях двуглавого орла титульных гербов (Киевского, Владимирского, Новгородского, Казанского, Астраханского и Сибирского) зафиксирован ещё в царствование Петра І около 1698—1699 годов (имеется ввиду рисунок российской государственной печати из дневника секретаря посольства Священной Римской империи в Москве И. Г. Корба).
4. ↑  Наличие трёх типов государственного герба — Большого, Среднего и Малого — обусловлено существованием нескольких видов государственных печатей, которые скрепляли разные по значимости документы.
5. ↑  Указанные девять нижних щитов с гербами покоились на лавровых и дубовых ветвях (символах славы и силы), при этом лавровые ветви находились в правой геральдической стороне от центральной части государственного герба, дубовые — в левой.